# حواريو بهاء الله
حواريو بهاءالله يُطلق على تسعة عشر من الأتباع البارزين الأوائل لـ بهاءالله، مؤسس الدين البهائي. تم تعيين الحواريين على هذا النحو من قِبَل شوقي أفندي، وليّ الأمر للدين البهائي في النصف الأول من القرن العشرين، وتم ذكر قائمة الأسماء في العالم البهائي، المجلداالثالث ص.80-81. 
لعب هؤلاء الأشخاص دورًا حيويًا في تطوير الدين البهائي وتوحيد أتباعه ونشر تعاليمه حول العالم. بالنسبة للبهائيين، لعب هؤلاء دورًا مماثلاً لـ أبناء يعقوب، أو رسل يسوع، أو أصحاب محمد، أو حروف الحي للباب.

## قائمة الحواريين
أسماء الحواريين التسعة عشر: 
1. ميرزا موسى - الملقب بكليم، شقيق بهاءالله.
2. بديع - المعروف أيضًا باسم ميرزا بزرك، الشاب البالغ من العمر 17 عامًا، الذي سلّم لوح "السلطان" الذي كتبه بهاءالله إلى ناصر الدين شاه، وقُتل لذلك.أبو الحسن الحاج أمين - أحد حواريو بهاءالله

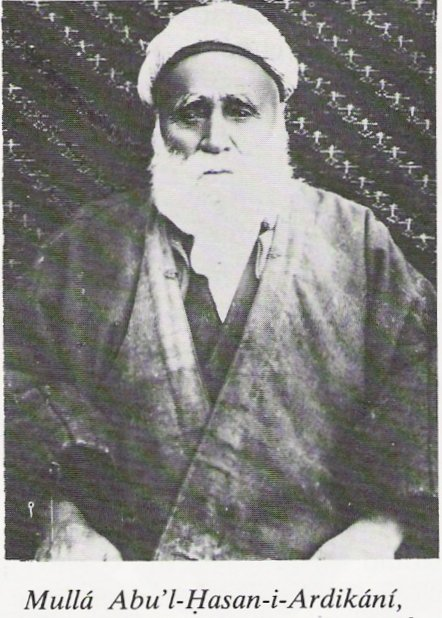
أبو الحسن الحاج أمين - أحد حواريو بهاءالله

3. السيد حسن - "سلطان الشهداء"، من تجّار أصفهان المعروفين، الذي قُطِع رأسه مع أخيه في وسط المدينة.
4. الحاج أمين - الملقب بالملا أبو الحسن، أمين حقوق الله.أبو الفضل گلپایگانی - أحد حواريو بهاءالله

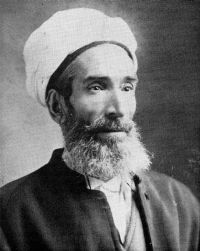
أبو الفضل گلپایگانی - أحد حواريو بهاءالله

5. ميرزا أبو الفضل گلپایگانی- العالِم والمؤلّف الشهير الذي سافر إلى أمريكا وكتب عدة كتبٍ بارزةٍ عن الدين البهائي.
6. ورقا - الملقب بميرزا علي محمد، والد روح الله. قُتل الاثنان في نفس الوقت بسبب تمسكهما بالدين.
7. ميرزا محمود - المعروف أيضًا باسم محمود فروغي، كان مُبلّغًا معروفًا للدين البهائي، وغالبًا ما كان يكرّس وقته للشباب ويعلّمهم أصول الدين.
8. الحاج آخوند - المعروف أيضًا باسم الملا علي أكبر شاهميرزادي، تم تكليفه بمهمة نقل رفات الباب من مواقع سريةٍ مختلفةٍ من تبريز إلى عكاء. كان مسؤولاً عن الكثير من النشاطات البهائية في إيران حتى وفاته.
9. نبيل الأكبر - المعروف أيضًا باسم الملا محمد، مُبلّغ دينٍ، ومتلقٍ لعدة ألواحٍ من بهاءالله.
10. وكيل الدولة - المعروف أيضًا باسم الحاج ميرزا محمد تقي، ابن عم الباب، والباني الرئيسي لأول دار عبادة بهائية في عشق أباد والتي بدأها عبد البهاء في عام 1902م تقريبًا.
11. ابن أبهر - المعروف أيضًا باسم الحاج ميرزا محمد تقي، سافر وبلّغ الدين في بلدان ومناطق إيران والقوقاز وتركمانستان والهند.
12. نبيل الأعظم - الملقّب بالملا محمد، مؤلّف الرواية التاريخية "تاريخ نبيل"، والتي ترجمها شوقي أفندي فيما بعد تحت مسمى "مطالع الأنوار".
13. كاظم السمندر - المعروف أيضًا باسم الشيخ كاظم، الحواري المفضّل لدى بهاءالله. سافر يُبلّغ الدين إلى بلاد فارس، ووجّه إليه لوح الفؤاد.[4][5]
14. محمد مصطفى البغدادي - خدم البهائيين المسافرين إلى عكاء أثناء إقامتهم في بيروت بناءً على تعليمات بهاءالله. كما التقى ببعض حروف الحي للباب.
15. مشكين قلم - الملقب بميرزا حسين، خطّاطٌ بارزٌ في عصره ومصمّم الإسم الأعظم.
16. أديب - المعروف أيضًا باسم ميرزا حسن، بعد وفاة بهاءالله، أصبح له دورٌ فعّال في التعامل مع أنشطة ناقضي العهد في إيران. أصبح رئيس المحفل الروحاني المركزي الأول في إيران. سافر إلى الهند وبورما للمساعدة في نشر الدين البهائي في تلك المناطق.
17. الشيخ محمد علي - ابن شقيق نبيل الأكبر. سافر إلى الهند ثم إلى حيفا وقام بتبليغ العقيدة البهائية. أرسله عبد البهاء لاحقًا إلى عشق آباد ليهتم بتعليم الأطفال هناك. ساعد مع أتباعٍ آخرين في إكمال كتابات ميرزا أبو الفضل غير المكتملة بعد وفاته.
18. زين المقربين - الملقب بالملا زين العابدين، دكتور في الشريعة الإسلامية. قدّم أسئلةً إلى بهاءالله بخصوص الكتاب الأقدس، كتاب التشريع البهائي، ثمّ تمّ نشر الأسئلة والأجوبة لاحقًا في ملحقٍ للكتاب نفسه.
19. ابن أصدق - المعروف أيضًا باسم ميرزا علي محمد الخراساني، خاطبه بهاءالله بالشهيد ابن الشهيد. كان نجل الملا صادق شهيد الديانة البابية. أحضر مع أحمد يزداني لوح لاهاي الصادر من عبدالبهاء إلى المنظمة المركزية للسلام الدائم في لاهاي.

## أشخاصٌ تم مخاطبتهم بحواريي بهاءالله فيما بعد
خاطب عبد البهاء البهائيين في الولايات المتحدة وكندا في ألواح الخطة الإلهية بعبارة: "يا حواريو حضرة بهاءالله!" وواصل تشجيعهم على "الجهاد بالقلب والروح حتى تصلوا إلى هذا المقام الأرفع الأمنع".
ويحدّد شروطًا معينةً لبلوغ هذا المقام، وهي الثبات على عهد الله، والأخوّة والمحبة بين المؤمنين، والسفر المستمر إلى جميع أنحاء القارة "بل إلى جميع أنحاء العالم".
أشار شوقي أفندي إلى مارثا روت على أنها من "حواريي بهاءالله الفريدة والعظيمة القلب"، لكنها لا تعتبر واحدةً من الحواريين التسعة عشر الذين عيّنهم شوقي أفندي سابقًا.

## أنظر أيضًا
- بهاءالله
- عبد البهاء
- شوقي أفندي
- أيادي الأمر
- ألواح الخطة الإلهية
- مارثا روت

## روابط خارجية
- لمعرفة المزيد عن مارثا روت ودروها في انتشار الدين البهائي، إقرأ كتاب "نساء ماجدات"